# Fehértorkú frankolin
A fehértorkú frankolin (Campocolinus albogularis), korábban (Peliperdix albogularis) a madarak osztályának tyúkalakúak (Galliformes) rendjébe és a fácánfélék (Phasianidae) családjába tartozó faj.

## Rendszerezés
Egyes rendszerezők a Francolinus nemhez sorolják  Francolinus albogularis néven.

## Előfordulása
Angola, Benin, Burkina Faso, Kamerun, a Kongói Demokratikus Köztársaság, Elefántcsontpart, Gambia, Ghána, Guinea, Mali, Nigéria, Szenegál, Togo és Zambia területén honos.

## Alfajai
- Campocolinus albogularis albogularis (Hartlaub, 1854) - Szenegál, Gambia, Guinea, Mali, Burkina Faso és Elefántcsontpart nyugati része
- Campocolinus albogularis buckleyi (Ogilvie-Grant, 1892) - Elefántcsontpart keleti része, Ghána, Togo, Benin, Nigéria és Kamerun északi része
- Campocolinus albogularis dewittei (Chapin, 1937) - a Kongói Demokratikus Köztársaság délkeleti része, Zambia északnyugati része és Angola keleti része

## Külső hivatkozások
- Képek az interneten a fajról
- Internet Bird Collection - videók a fajról